# Tim Wallburger
Tim Wallburger, né le 18 août 1989 à Dresde, est un nageur allemand participant aux épreuves de nage libre.

## Carrière
Lors des Championnats d'Europe, il est double médaillé dans le relais 4 x 200 m nage libre, d'argent en 2010, puis d'or en 2012. En individuel, il s'est illustré en Championnats d'Europe en petit bassin 2010 en concluant le 200 m papillon à la deuxième place. Il participe ensuite aux Jeux olympiques d'été de 2012 à Londres, où il est engagé dans le relais 4 x 200 m et prenant la quatrième place, ainsi que sur 200 m nage libre lors duquel il est éliminé en séries avec le vingt-quatrième temps.

## Palmarès

### Championnats d'Europe

#### En grand bassin
- Championnats d'Europe 2010 à Budapest (Hongrie) : 
  -  Médaille d'argent du  4 × 200 m nage libre
- Championnats d'Europe 2012 à Debrecen (Hongrie) : 
  -  Médaille d'or du  4 × 200 m nage libre

#### En petit bassin
- Championnats d'Europe 2010 à Eindhoven (Pays-Bas) : 
  -  Médaille d'argent du 200 m papillon